# ペドロ・ペデルッチ
ペドロ・ペデルッチ（Pedro Catalino Pedrucci Valerio, 1961年9月30日 - ）は、ウルグアイ出身の元同国代表サッカー選手。ポジションはミッドフィールダー（オフェンシブ・ハーフ）。

## 略歴
CAプログレッソ時代の1989年にウルグアイ・プリメーラ・ディビシオン制覇に貢献し、MVPに選出された経験を持つ左利きのゲームメーカー。この活躍によりウルグアイ代表に選出されるが、翌1990年のワールドカップ・イタリア大会参加は辞退している。
1990年に日本サッカーリーグ1部の東芝サッカー部へ移籍。左足から繰り出す正確なパスで攻撃陣をリードし、翌年に加入したウーゴ・デレオンと共に同サッカー部の躍進に貢献した。
なお、1991-92シーズンの第14節対読売クラブ戦で見せた50メートル独走ドリブルから決めた得点は現在も語り草となっている。
その後は東芝がJリーグ参加を見送った事もあり、ウルグアイへ帰国している。

## 所属クラブ
- 1979年 - 1982年  CAプログレッソ
- 1983年  ナシオナル・モンテビデオ
- 1984年 - 1986年  スタッド・ラヴァル
- 1987年  CAプログレッソ
- 1988年  デポルティーボ・キト
- 1988年  デフェンソール・スポルティング
- 1989年  CAプログレッソ
- 1990年 - 1992年  東芝サッカー部
- 1992年  CAペニャロール
- 1993年 - 1995年  東芝サッカー部
- 1996年 - 1997年  CAレンティスタス
- 1998年  CSDビジャ・エスパニョーラ（スペイン語版）
- 1999年  CAプログレッソ
- 2000年  CAリーベル・プレート
- 2001年 -2002年  リベルプールFC
- 2003年  CAレンティスタス

## 個人タイトル
- ウルグアイ・プリメーラ・ディビシオン MVP : 1回 (1989年)
- 日本サッカーリーグ アシスト王 : 1回 (1990-91)

## 個人成績
日本国内成績（JSL1部通算40試合出場14得点12アシスト）
| 国内大会個人成績 | 国内大会個人成績 | 国内大会個人成績 | 国内大会個人成績 | 国内大会個人成績 | 国内大会個人成績 | 国内大会個人成績 | 国内大会個人成績 | 国内大会個人成績 | 国内大会個人成績 | 国内大会個人成績 | 国内大会個人成績 |
| 年度             | クラブ           | 背番号           | リーグ           | リーグ戦         | リーグ戦         | リーグ杯         | リーグ杯         | オープン杯       | オープン杯       | 期間通算         | 期間通算         |
| 年度             | クラブ           | 背番号           | リーグ           | 出場             | 得点             | 出場             | 得点             | 出場             | 得点             | 出場             | 得点             |
| 日本             | 日本             | 日本             | 日本             | リーグ戦         | リーグ戦         | JSL杯            | JSL杯            | 天皇杯           | 天皇杯           | 期間通算         | 期間通算         |
| ---------------- | ---------------- | ---------------- | ---------------- | ---------------- | ---------------- | ---------------- | ---------------- | ---------------- | ---------------- | ---------------- | ---------------- |
| 1990-91          | 東芝             | 10               | JSL1部           | 19               | 2                | 2                | 0                |                  |                  |                  |                  |
| 1991-92          | 東芝             | 10               | JSL1部           | 21               | 12               | 0                | 0                |                  |                  |                  |                  |
| 1993             | 東芝             | 10               | 旧J1             | 17               | 3                | -                | -                |                  |                  |                  |                  |
| 1994             | 東芝             | 10               | 旧JFL            | 19               | 0                | -                | -                |                  |                  |                  |                  |
| 1995             | 東芝             | 10               | 旧JFL            | 17               | 5                | -                | -                |                  |                  |                  |                  |
| 通算             | 日本             | 日本             | JSL1部           | 40               | 14               | 2                | 0                |                  |                  |                  |                  |
| 通算             | 日本             | 日本             | 旧JFL            | 53               | 8                | -                | -                |                  |                  |                  |                  |
| 総通算           |                  |                  |                  |                  |                  |                  |                  |                  |                  |                  |                  |

その他の公式戦
- 1990年
  - コニカカップ 6試合1得点
- 1991年
  - コニカカップ 4試合3得点
- JSL (1部) 初出場 - 1990年10月28日 対日産自動車戦 (三ツ沢球技場)
- JSL (1部) 初得点 - 1991年3月10日 対NKK戦 (平塚競技場)